# Not That Kinda Girl
Not That Kinda Girl è un singolo della cantante statunitense JoJo, pubblicato il 15 febbraio 2005 come terzo e ultimo estratto dal primo album in studio eponimo.

## Descrizione
Scritto da Neely Dinkins, B. Cola Pietro, Balewa Muhammad, e Sylvester Jordan Jr, il brano è stato pubblicato il 15 febbraio 2005 negli Stati Uniti. Il suo successo non ha però raggiunto i risultati dei precedenti singoli della cantante, classificandosi solamente in Australia e in Germania, rispettivamente alla numero 52 e 85.

## Video musicale
Il videoclip è stato diretto dal team di Eric Williams e Randy Marshall, noto come Fat Cats, ed è stato girato a Los Angeles all'inizio di febbraio 2005. È stato presentato in anteprima su Total Request Live il 24 marzo 2005.
Il concetto riguarda gli stereotipi di Hollywood e la cultura della celebrità. Durante la prima metà del video, JoJo è guidata in una limousine attraverso il Silver Lake. La seconda metà, dove l'artista si esibisce in una performance di danza, presenta JoJo che si fa sistemare i capelli e il trucco e prova su un palcoscenico con i ballerini di supporto. Il video finisce mostrando il lato di JoJo con i piedi per terra: vestita in giacca con cappuccio e ascoltando il suo iPod, sale su un autobus tappezzato da una pubblicità del suo album di debutto.

## Tracce
German CD single
1. Not That Kinda Girl
2. Not That Kinda Girl (Mavix Remix)

German/Australian CD maxi single
1. Not That Kinda Girl (album version)
2. Not That Kinda Girl (Mavix Remix)
3. Not That Kinda Girl (CPH Remix)
4. Not That Kinda Girl (Funky Angelz Remix)
5. Not That Kinda Girl (video)

## Classifiche
| Classifica (2005) | Posizione massima |
| ----------------- | ----------------- |
| Australia         | 52                |
| Germania          | 85                |

## Date di pubblicazione
| Paese       | Data di pubblicazione |
| ----------- | --------------------- |
| Stati Uniti | 15 febbraio 2005      |
| Australia   | 25 aprile 2005        |
| Germania    | 1º agosto 2005        |